# MELZ Moscú
El MELZ Moscú (en ruso: МЭЛЗ Москвы) es un equipo de fútbol de Rusia que juega en el Campeonato de Moscú.

## Historia
Fue fundado en el año 1934 en la capital Moscú como Elektrozavod Moscú debido a que es propiedad de la Planta de Lámparas Eléctricas de Moscú (MELZ).
Dos años después cambia su nombre por el de Stalinets Moscú, y en 1938 juega por primera vez en la Primera División de la Unión Soviética, de la cual desciende en esa temporada al finalizar en el lugar 16 entre 25 equipos.
En 1939 participa en la Primera Liga Soviética donde finaliza en el lugar 17 entre 23 equipos, y abandona el fútbol profesional al año siguiente y pasa a llamarse MELZ Moscú.

## Jugadores

### Jugadores destacados
| - Mihail Antonevich - Valentin Granatkin - Viktor Karelin - Ivan Mitronov - Vasiliy Provornov | - Gabriel Putilin - Pavel Pchelikov - Alexey Sokolov - Nikolai Tarasov |

## Entrenadores

### Entrenadores destacados
- Antón Fivébr